# Tetraacildisaharid 4'-kinaza
Tetraacildisaharid 4'-kinaza (EC 2.7.1.130, lipidna A 4'-kinaza) je enzim sa sistematskim imenom ATP:2,3,2',3'-tetrakis(3-hidroksitetradekanoil)-D-glukozaminil-beta-D-1,6-glukozaminil-beta-fosfat 4'-O-fosfotransferaza. Ovaj enzim katalizuje sledeću hemijsku reakciju
ATP + [2-,3-O-bis(3-hidroksitetradekanoil)-beta--glukozaminil]-(1->6)-[2-,3-O-bis(3-hidroksitetradekanoil)-beta--glukozaminil fosfat] {\displaystyle \rightleftharpoons } ADP + [2-,3-O-bis(3-hidroksitetradekanoil)-4-O-fosfono-beta-D-glukozaminil]-(1->6)-[2-,3-O-bis(3-hidroksitetradekanoil)-beta--glukozaminil fosfat]
Ovaj enzim učestvuje sa EC 2.3.1.129 (acil-[acil-nosilac- protein]—UDP-N-acetilglukozamin O-aciltransferazom) i EC 2.4.1.182 (lipid-A-disaharidnom sintazom) u biosintezi fosforilisanog glikolipida, lipid A, na spoljašnjoj membrani bakterije Escherichia coli.

## Literatura
- Nicholas C. Price; Lewis Stevens (1999). Fundamentals of Enzymology: The Cell and Molecular Biology of Catalytic Proteins (Third изд.). USA: Oxford University Press. ISBN 019850229X.
- Eric J. Toone (2006). Advances in Enzymology and Related Areas of Molecular Biology, Protein Evolution (Volume 75 изд.). Wiley-Interscience. ISBN 0471205036.
- Branden C; Tooze J. Introduction to Protein Structure. New York, NY: Garland Publishing. ISBN 0-8153-2305-0.
- Irwin H. Segel. Enzyme Kinetics: Behavior and Analysis of Rapid Equilibrium and Steady-State Enzyme Systems (Book 44 изд.). Wiley Classics Library. ISBN 0471303097.

## Spoljašnje veze
- Tetraacyldisaccharide+4'-kinase на 